# NGC 1065
NGC 1065 è una galassia lenticolare (o ellittica) situata nella costellazione della Balena, a una distanza di circa 348 milioni di anni luce dalla nostra Via Lattea.

## Scoperta
La galassia è stata scoperta il 29 settembre 1886 dall'astronomo statunitense Lewis Swift.